# Diócesis de Chisináu
La diócesis de Chisináu (en latín: Dioecesis Chisinauensis, en rumano: Episcopia Romano-Catolică de Chișinău y en ruso: Епархия Кишинёва) es una circunscripción eclesiástica de la Iglesia católica en Moldavia. Se trata de una diócesis latina, inmediatamente sujeta a la Santa Sede. Desde el 28 de octubre de 1993 su obispo es Anton Coșa.

## Territorio y organización

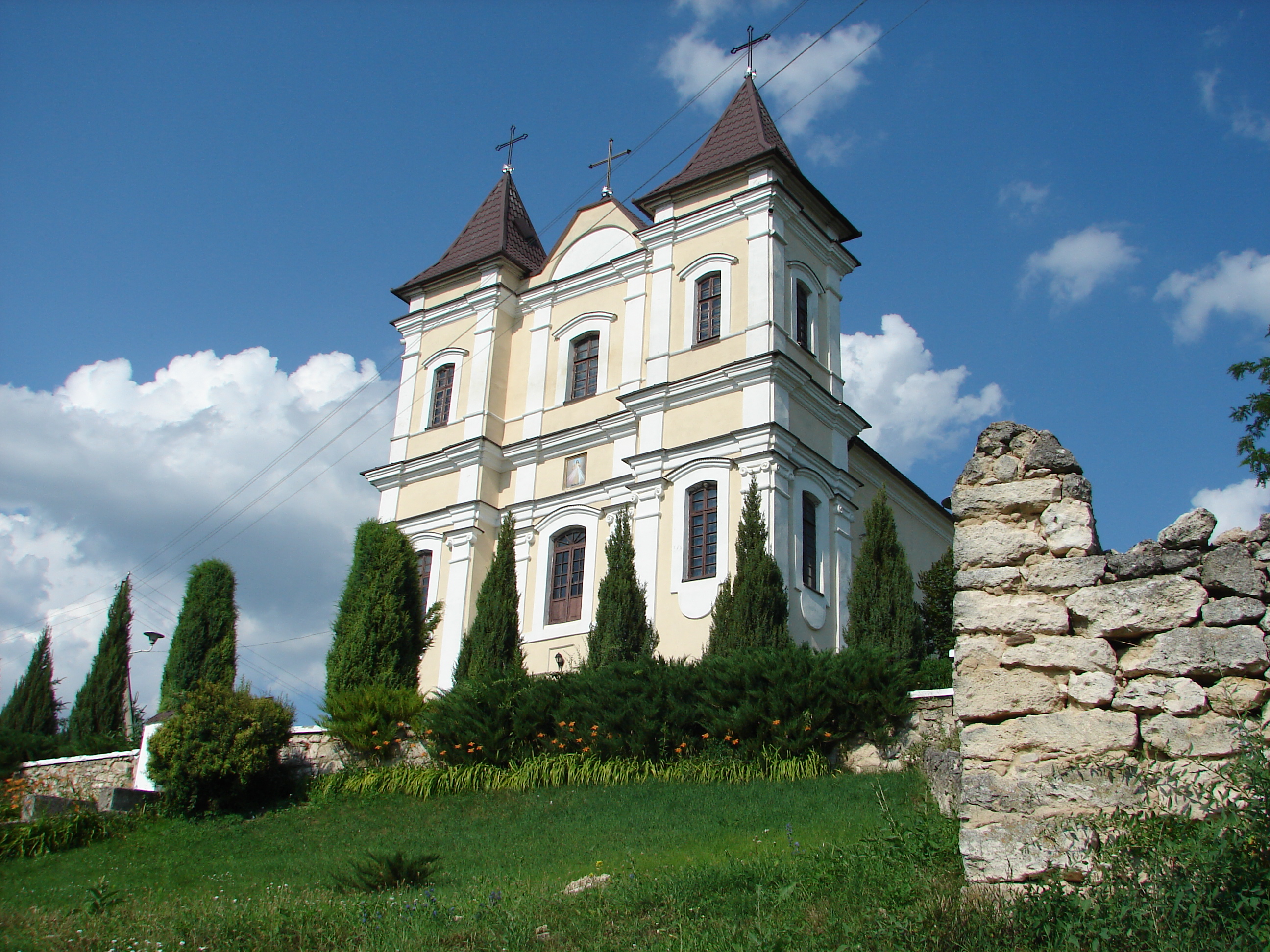
Iglesia de San Cayetano, en Rașcov, lugar de culto católico más antiguo de Moldavia

La diócesis tiene 33 843 km² y extiende su jurisdicción sobre los fieles católicos de rito latino residentes en todo el territorio de Moldavia, incluyendo el estado autoproclamado independiente (el 2 de septiembre de 1990) de Transnistria.
La sede de la diócesis se encuentra en la ciudad de Chisináu (antes llamada Kishinev), en donde se halla la Catedral de la Divina Providencia.
En 2023 en la diócesis existían 20 parroquias.

## Historia

### Antecedentes
Se atribuye la primera predicación del evangelio en la actual Moldavia al apóstol Andrés en el siglo I. En el siglo XIII llegaron monjes dominicos, seguidos por los franciscanos. En 1227, como resultado de la predicación dominica entre los cumanos, el papa Gregorio IX erigió la diócesis de Cumania o Milcovia, que, como resultado de la invasión tártara, terminó su existencia en 1241.
En la década de 1420 se establecieron misiones católicas a lo largo de las principales rutas de comunicación entre Polonia y las ciudades del mar Negro, existiendo comunidades católicas en Hotin, Vicina, Chilia y Cetatea Albă. En 1371 el papa Gregorio XI erigió la diócesis de Siret, cuyo último obispo fue nombrado en 1434.
En 1413 el rey de Polonia pidió al antipapa Juan XXIII la erección de una diócesis en Moldavia, con centro en Baia, siendo la fecha probable de su establecimiento 1418, pero que desapareció de los anales de la historia en 1523.
En 1607 el papa Paulo V erigió la diócesis de Bacău, que existió hasta 1818.
Después de la anexión del territorio entre los ríos Prut y el Dniéster al Imperio ruso en 1812, las parroquias católicas de Besarabia quedaron bajo la jurisdicción de la arquidiócesis de Mogilev, y fueron incorporadas a la diócesis de Kamianets en 1814. 
Tras las particiones de Polonia y la inmigración alemana se asentó en Moldavia un número significativo de católicos alemanes y polacos. En 1847 se erigió la diócesis de Jersón, que abarcaba también Besarabia. Después de la arquidiócesis de Mogilev, era la diócesis más grande del Imperio ruso. Sin embargo, debido a las protestas del obispo ortodoxo, el centro formal de la diócesis se trasladó en 1852 a Tiráspol, la diócesis pasó a llamarse Tiráspol y prácticamente todos los servicios diocesanos se trasladaron a Sarátov, en donde también se abrió un seminario. Las 5 parroquias de Moldavia se agruparon en el decanato de Besarabia: Bălți, Chișináu, Crasna, Ismail y Hotin.
Tras la unión de Besarabia con Rumania al final de la Primera Guerra Mundial, el papa Benedicto XV con el decreto Quum nonnullae de la Congregación Consistorial sancionó en 1921 la separación de las parroquias de rito latino de Chisináu, Bălți, Tighina, Jotín y Crasna de la diócesis de Tiráspol y su agregación a la diócesis de Iași.
En 1936 se registraron diez parroquias de rito latino para un total de poco más de 12 000 fieles: Chisináu, Balti, Crasna, Emmental, Ismail, Tighina, Cetatea Albă, Hotin, Orhei y Soroca.
Al final de la Segunda Guerra Mundial, con el paso de Besarabia a la Unión Soviética, las parroquias latinas fueron entregadas en administración a los arzobispos de Riga, todas las propiedades de la Iglesia católica fueron confiscadas y solo quedó en funcionamiento la parroquia de la Divina Providencia en Chisináu.

### En Chisináu
Habiendo obtenido Moldavia la independencia de la Unión Soviética el 27 de agosto de 1991, la Santa Sede erigió el 28 de octubre de 1993, con el decreto Quo aptius de la Congregación para los Obispos, la administración apostólica de Moldavia en los territorios que se separaron de las diócesis de Iași (Rumania) y Tiráspol (posteriormente suprimida).
El 27 de octubre de 2001 la administración apostólica fue elevada a diócesis mediante la bula Sollicitus de spirituali del papa Juan Pablo II, tomando su nombre actual.
El 3 de abril de 2019 la Congregación para el Culto Divino y la Disciplina de los Sacramentos concedió a los sacerdotes residentes en la diócesis el derecho a celebrar hasta cuatro misas los domingos y días festivos de precepto.

## Estadísticas
Según el Anuario Pontificio 2024 la diócesis tenía a fines de 2023 un total de 19 920 fieles bautizados.
| Año                                                                             | Población            | Población | Población      | Sacerdotes | Sacerdotes    | Sacerdotes    | Bautizados por sacerdote | Diáconos permanentes | Religiosos | Religiosos | Parroquias |
| Año                                                                             | Bautizados católicos | Total     | % de católicos | Total      | Clero secular | Clero regular | Bautizados por sacerdote | Diáconos permanentes | Varones    | Mujeres    | Parroquias |
| ------------------------------------------------------------------------------- | -------------------- | --------- | -------------- | ---------- | ------------- | ------------- | ------------------------ | -------------------- | ---------- | ---------- | ---------- |
| 1999                                                                            | 20 000               | 4 340 000 | 0.5            | 12         | 6             | 6             | 1666                     |                      | 8          | 20         | 9          |
| 2001                                                                            | 20 000               | 4 378 000 | 0.5            | 15         | 8             | 7             | 1333                     | 1                    | 17         | 26         | 11         |
| 2002                                                                            | 20 000               | 4 340 000 | 0.5            | 18         | 10            | 8             | 1111                     | 1                    | 16         | 33         | 11         |
| 2003                                                                            | 20 000               | 4 247 700 | 0.5            | 20         | 12            | 8             | 1000                     | 2                    | 18         | 35         | 11         |
| 2004                                                                            | 20 000               | 4 247 700 | 0.5            | 14         | 6             | 8             | 1428                     | 1                    | 18         | 40         | 11         |
| 2006                                                                            | 20 000               | 3 800 000 | 0.5            | 24         | 11            | 13            | 833                      | 1                    | 22         | 43         | 13         |
| 2013                                                                            | 20 000               | 4 334 000 | 0.5            | 32         | 17            | 15            | 625                      | 2                    | 20         | 35         | 19         |
| 2016                                                                            | 20 000               | 3 800 000 | 0.5            | 31         | 16            | 15            | 645                      | 1                    | 18         | 27         | 20         |
| 2019                                                                            | 20 000               | 3 547 500 | 0.6            | 28         | 17            | 11            | 714                      | 2                    | 13         | 28         | 20         |
| 2021                                                                            | 19 980               | 3 544 140 | 0.6            | 27         | 18            | 9             | 740                      |                      | 11         | 23         | 20         |
| 2023                                                                            | 19 920               | 3 567 000 | 0.6            | 24         | 15            | 9             | 830                      | 2                    | 11         | 26         | 20         |
| Fuente: Catholic-Hierarchy, que a su vez toma los datos del Anuario Pontificio. |                      |           |                |            |               |               |                          |                      |            |            |            |

## Episcopologio
- Anton Coșa, desde el 28 de octubre de 1993[9]